# Dominique Hé
Dominique Hé no Salão do livro de 2008 (Paris, França)
Dominique Hé é um desenhador e autor de banda desenhada francesa, nascido a 12 de Julho de 1949 em Les Sables-d'Olonne.